# کایلا اوول
کایلا اوول (انگلیسی: Kayla Ewell؛ زادهٔ ۲۷ اوت ۱۹۸۵) یک هنرپیشه اهل ایالات متحده آمریکا است که بیشتر برای ایفای نقش ویکی داناوان در سریال خاطرات خون‌آشام شهرت دارد.

## فیلم‌شناسی

### فیلم سینمایی
- فقط شانس من (۱۲ مه ۲۰۰۶)
- دختران مادی (۲۰۰۶)
- روز جهانی ارشد (۲۰۰۸)
- نقطه ضربه (۲۰۰۸)
- اخراج کردن (۲۰۰۹)
- مجنون (۲۰۱۳)

### مجموعه‌های تلویزیونی
- پروفیلر (۲۰۰۰)
- عجیب و غریب (۲۰۰۰)
- بوستون عمومی (۲۰۰۴)
- جسور و زیبا (۲۰۰۵–۲۰۰۴)
- او. سی (۲۰۰۵)
- ورونیکا مارس (۲۰۰۶)
- نزدیک خانه (۲۰۰۶)
- دار و دسته (۲۰۰۸–۲۰۰۷)
- استخوان‌ها (۲۰۰۹)
- خاطرات خون‌آشام (۲۰۱۱–۲۰۰۹و ۲۰۱۴و ۲۰۱۷)
- سی‌اس‌آی (۲۰۱۰)
- مزدوران (۲۰۱۰)
- مجموعه تلویزیونی خانه (۲۰۱۱–۲۰۱۰)
- ماندن با رندالز (۲۰۱۱)
- چشمه‌ها (۲۰۱۱)
- فرانکلین و بش (۲۰۱۲)
- آرایشگاه شفلتون (۲۰۱۳)
- سرنوشت کجاست (۲۰۱۴)
- مهد کودک (۲۰۱۴)
- پدربزرگ (۲۰۱۵)
- لوسیفر(۲۰۱۶)
- ۱۰ سال پیوند (۲۰۱۶)
- من و مادربزرگم (۲۰۱۷)